# 솔레토 지도

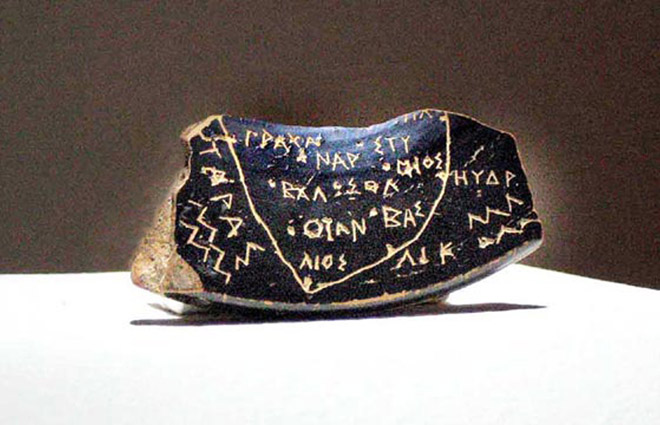
타란토 국립 고고학 박물관에 전시된 솔레토 지도

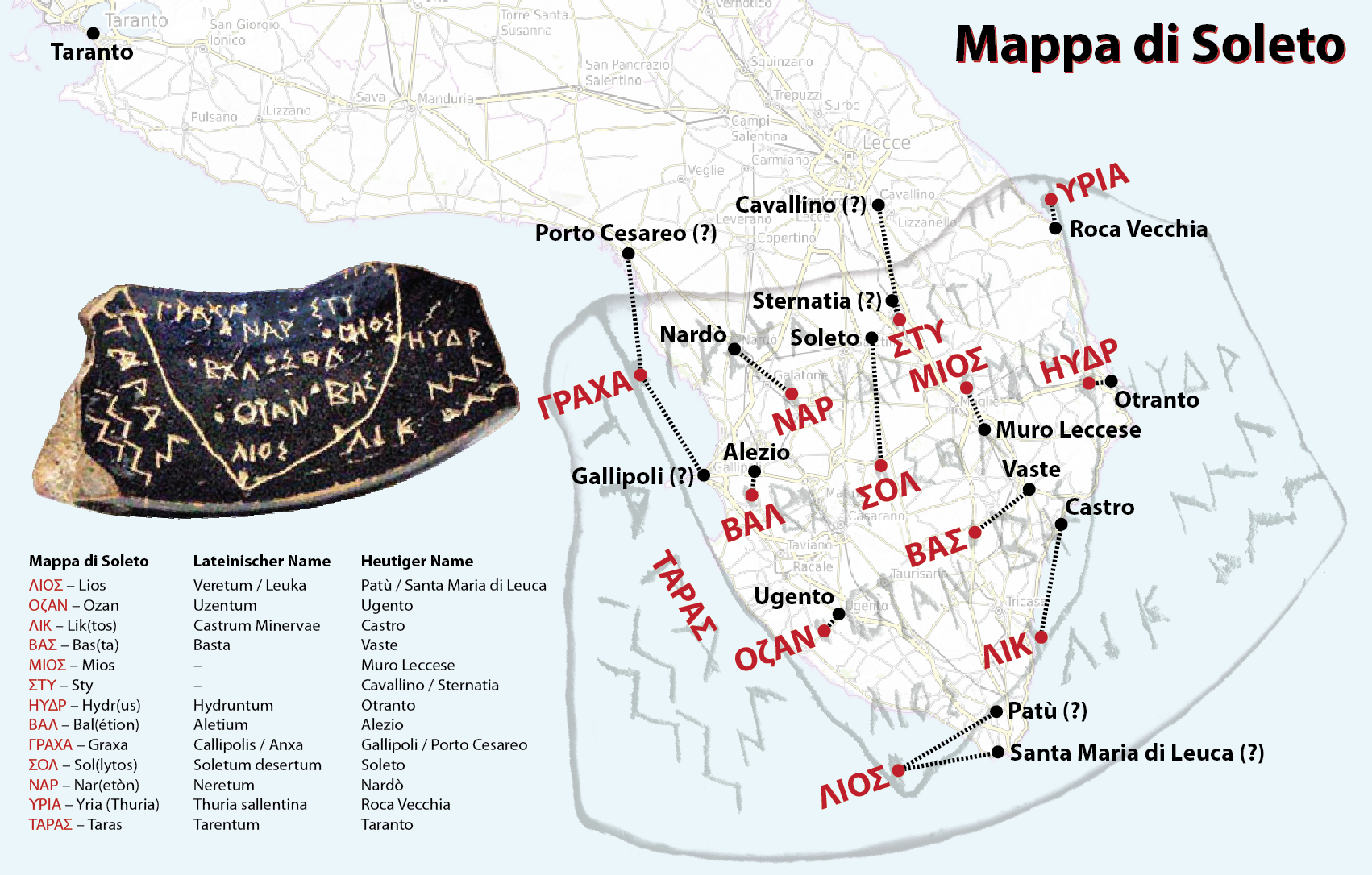
솔레토 지도에 새겨진 지형과 지명의 재구성

솔레토 지도 (Soleto Map)는 이탈리아 남부 살렌토반도를 지도로 묘사한 고대 그리스의 테라코타 도편 (오스트라콘) 유물이다. 도편 자체는 의심할 여지 없이 고대의 것으로 판명되었지만, 지도의 연대에 대해서는 논란의 여지가 있다.

## 배경
2003년 8월 21일 벨기에 몽펠리에 대학의 고고학자 티에리 판 콩페르놀 (Thierry van Compernolle)이 이탈리아 남부 솔레토에서 발견하였다. 도편의 연대는 기원전 500년경으로 거슬러 올라가며, 지도에는 그리스 문자에서 파생된 문자가 새겨져 있었다. 지도에 쓰인 언어는 고대 그리스어와 메사피아어로 판독됐다. 
솔레토 지도에는 타란토시 (타라스)와 솔레토, 레우카, 우젠토, 오트란토 등 살렌토반도의 여러 지명을 새겨 놓았다. 이 지도는 2005년 타란토 국립 고고학 박물관에 공개 전시되었다.

## 위조 논란
발견 당시 지도가 위조되었다는 논란이 거세게 일기도 했다. 네덜란드 신문 헤스히데니스 매거진 (Geschiedenis Magazine)의 2006년 1월/2월호 기사에서 암스테르담 자유 대학교의 고고학 교수 다우어 인테마 (Douwe Yntema)는 지도의 진위 여부가 의심스럽다고 밝혔다. 인테마 교수의 견해에 따르면 솔렌토 지도는 4방위 중 북쪽을 윗쪽으로 자연스레 잡고 있어 학생용 지도책처럼 그려져 있다고 지적했다. 더욱이 다른 고대 지도에서 도시를 집 기호로 표현한 것과는 달리, 솔레토 지도는 점으로 표시하고 있다고 밝혔다. 마지막으로 지도의 새김 범위가 도편 자체의 경계선을 정확히 따라가고 있는데, 이는 원래 있던 도편에 지도를 새겨넣었음을 보여주고 있다고 지적하였다.